# Karl Andersson i Rixö
Karl Herman Andersson i riksdagen kallad Andersson i Rixö, född 2 oktober 1889 i Skallsjö församling, död 28 december 1973 i Brastad, var en svensk stenhuggare och politiker (socialdemokrat).
Andersson var ledamot av riksdagens första kammare från 1938, invald i Göteborgs och Bohus läns valkrets. Han var ledamot i kommunalfullmäktige från 1927. Han skrev 55 egna motioner särskilt bohuslänska angelägenheter, tex fiskehamnar.